# Cinnyris regius
Cinnyris regius là một loài chim trong họ Nectariniidae.